# Condado de Charles City
El condado de Charles City (en inglés: Charles City County) es un condado en el estado estadounidense de Virginia. En el censo de 2000 el condado tenía una población de 6.926 habitantes. Forma parte del área metropolitana de Richmond. La sede de condado es Charles City.

## Historia
El área ocupada por el condado actualmente fue habitada por amerindios antes de la llegada de los europeos. Al momento de la llegada de los europeos, indios chickahominy vivían en el área junto al río Chickahominy. Asimismo, los paspahegh vivían en donde ahora se ubica Sandy Point, mientras que los weanoc vivían en el área de Weyanoke Neck. Estos dos últimos grupos formaban parte de la confederación Powhatan.
Después de la llegada de los ingleses, Charles Cittie (sic) fue uno de los primeros "boroughs" creados por la Virginia Company en 1619. El borough fue nombrado en honor al príncipe Carlos, quien posteriormente se convertiría en el rey Carlos I de Inglaterra.
La Virginia Company fue deshecha por el rey Jacobo I en 1624 y Virginia se convirtió en una colonia real. La Charles City Shire (Comarca de Charles City) fue formada en 1634 por orden del rey. Su nombre fue cambiado a Condado de Charles City en 1643. El condado es una de las cinco comarcas originales de Virginia que todavía sigue existiendo bajo el mismo orden político en el que fueron creadas.

## Geografía
Según la Oficina del Censo, el condado tiene un área total de 529 km² (204 sq mi), de la cual 473 km² (183 sq mi) es tierra y 56 km² (21 sq mi) (10,51%) es agua.

### Condados adyacentes
- Condado de New Kent (norte)
- Condado de James City (este)
- Condado de Surry (sureste)
- Condado de Prince George (sur)
- Condado de Chesterfield (suroeste)
- Condado de Henrico (oeste)

## Demografía
En el  censo de 2000, hubo 6.926 personas, 2.670 hogares y 1.975 familias residiendo en el condado. La densidad poblacional era de 38 personas por milla cuadrada (15/km²). En el 2000 había 2.895 unidades unifamiliares en una densidad de 16 por milla cuadrada (6/km²). La demografía del condado era de 35,66% blancos, 54,85% afroamericanos, 7,84% amerindios, 0,10% asiáticos, 0,17 de otras razas y 1,37% de dos o más razas. 0,65% de la población era de origen hispano o latino de cualquier raza. 
La renta promedio para un hogar del condado era de $42.745 y el ingreso promedio para una familia era de $49.361. En 2000 los hombres tenían un ingreso medio de $32.402 versus $26.000 para las mujeres. La renta per cápita para el condado era de $19.182 y el 10,60% de la población estaba bajo el umbral de pobreza nacional.

## Ciudades y pueblos
- Binns Hall
- Charles City
- Holdcroft
- Ruthville